# Kosijer Selo
Kosijer Selo is een plaats in de gemeente Slunj in de Kroatische provincie Karlovac. De plaats telt 3 inwoners (2001).